# Перу на летних Олимпийских играх 1980
Перу принимала участие в летних Олимпийских играх 1980 года в Москве (СССР) в девятый раз за свою историю, но не завоевала ни одной медали. Сборную страны представляли 30 спортсменов.

## Состав сборной
Борьба
1. Квота 1
2. Квота 2

 Волейбол
1. Квота 1
2. Квота 2
3. Квота 3
4. Квота 4
5. Квота 5
6. Квота 6
7. Квота 7
8. Квота 8
9. Квота 9
10. Квота 10
11. Квота 11
12. Квота 12

 Лёгкая атлетика
1. Квота 1
2. Квота 2
3. Квота 3
4. Квота 4
5. Квота 5

 Плавание
1. Даниэль Айора
2. Хосе-Мария Ларраньяга
3. Мария Пиа Айора
4. Селесте Гарсия

 Стрельба
1. Франсиско Боса
2. Квота 2
3. Квота 3
4. Квота 4
5. Квота 5
6. Квота 6
7. Квота 7

## Результаты соревнований

### Водные виды спорта

#### Плавание
В следующий раунд на каждой дистанции проходят спортсмены, показавшие лучший результат, независимо от места, занятого в своём заплыве.
Мужчины
| Дистанция                  | Спортсмены            | Предварительный раунд | Предварительный раунд | Предварительный раунд | Полуфинал            | Полуфинал            | Полуфинал            | Финал                | Финал                |
| Дистанция                  | Спортсмены            | Заплыв                | Результат             | Место                 | Заплыв               | Результат            | Место                | Результат            | Место                |
| -------------------------- | --------------------- | --------------------- | --------------------- | --------------------- | -------------------- | -------------------- | -------------------- | -------------------- | -------------------- |
| 400 метров вольным стилем  | Хосе-Мария Ларраньяга | 3                     | 4:11,06               | 27                    | Не проводится        | Не проводится        | Не проводится        | Завершил выступление | Завершил выступление |
| 1500 метров вольным стилем | Хосе-Мария Ларраньяга | 3                     | 16:27,90              | 17                    | Не проводится        | Не проводится        | Не проводится        | Завершил выступление | Завершил выступление |
| 100 метров на спине        | Даниэль Айора         | 1                     | 1:03,93               | 29                    | Завершил выступление | Завершил выступление | Завершил выступление | Завершил выступление | Завершил выступление |
| 200 метров на спине        | Даниэль Айора         | 3                     | 2:17,12               | 24                    | Не проводится        | Не проводится        | Не проводится        | Завершил выступление | Завершил выступление |

Женщины
| Дистанция                        | Спортсмены      | Предварительный раунд | Предварительный раунд | Предварительный раунд | Полуфинал     | Полуфинал     | Полуфинал     | Финал                 | Финал                 |
| Дистанция                        | Спортсмены      | Заплыв                | Результат             | Место                 | Заплыв        | Результат     | Место         | Результат             | Место                 |
| -------------------------------- | --------------- | --------------------- | --------------------- | --------------------- | ------------- | ------------- | ------------- | --------------------- | --------------------- |
| 100 метров вольным стилем        | Селесте Гарсия  | 1                     | 1:02,44               | 22                    | Не проводится | Не проводится | Не проводится | Завершила выступление | Завершила выступление |
| 200 метров вольным стилем        | Селесте Гарсия  | 4                     | 2:13,05               | 21                    | Не проводится | Не проводится | Не проводится | Завершила выступление | Завершила выступление |
| 400 метров вольным стилем        | Мария Пиа Айора | 3                     | 4:46,90               | 18                    | Не проводится | Не проводится | Не проводится | Завершила выступление | Завершила выступление |
| 100 метров баттерфляем           | Селесте Гарсия  | 2                     | 1:06,25               | 21                    | Не проводится | Не проводится | Не проводится | Завершила выступление | Завершила выступление |
| 200 метров баттерфляем           | Селесте Гарсия  | 1                     | 2:26,07               | 21                    | Не проводится | Не проводится | Не проводится | Завершила выступление | Завершила выступление |
| 100 метров брассом               | Мария Пиа Айора | 4                     | 1:20,46               | 22                    | Не проводится | Не проводится | Не проводится | Завершила выступление | Завершила выступление |
| 400 метров комплексным плаванием | Мария Пиа Айора | 1                     | 5:27,19               | 16                    | Не проводится | Не проводится | Не проводится | Завершила выступление | Завершила выступление |